# 西利亞內山
15°31′59″S 71°54′02″W / 15.53306°S 71.90056°W

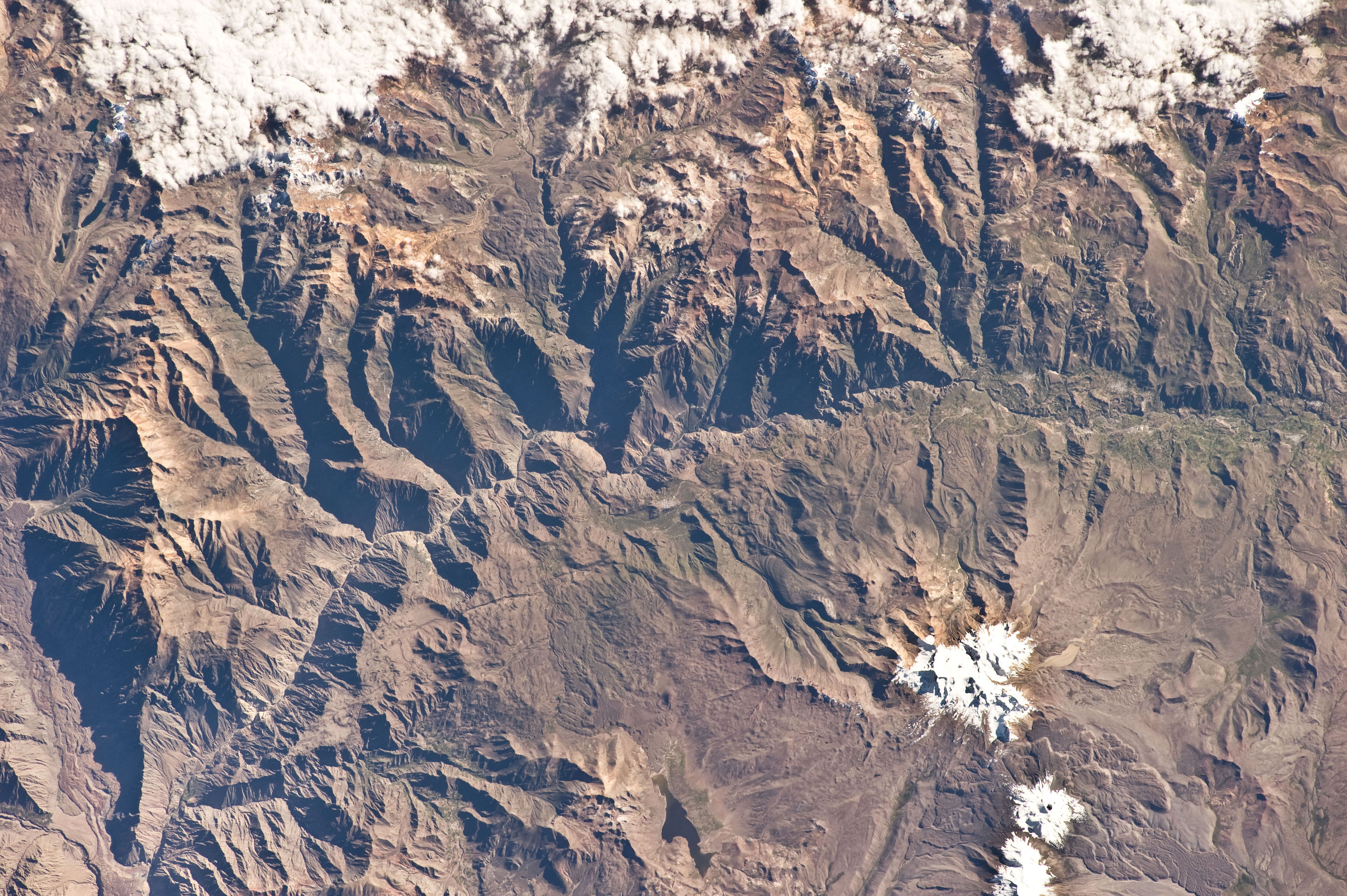

西利亞內山（Sillane），是秘魯的山峰，位於該國南部阿雷基帕大區，由馬德里加爾區和塔派區負責管轄，屬於奇拉山脈的一部分，海拔高度5,200米。